# Ulica Leopolda w Katowicach

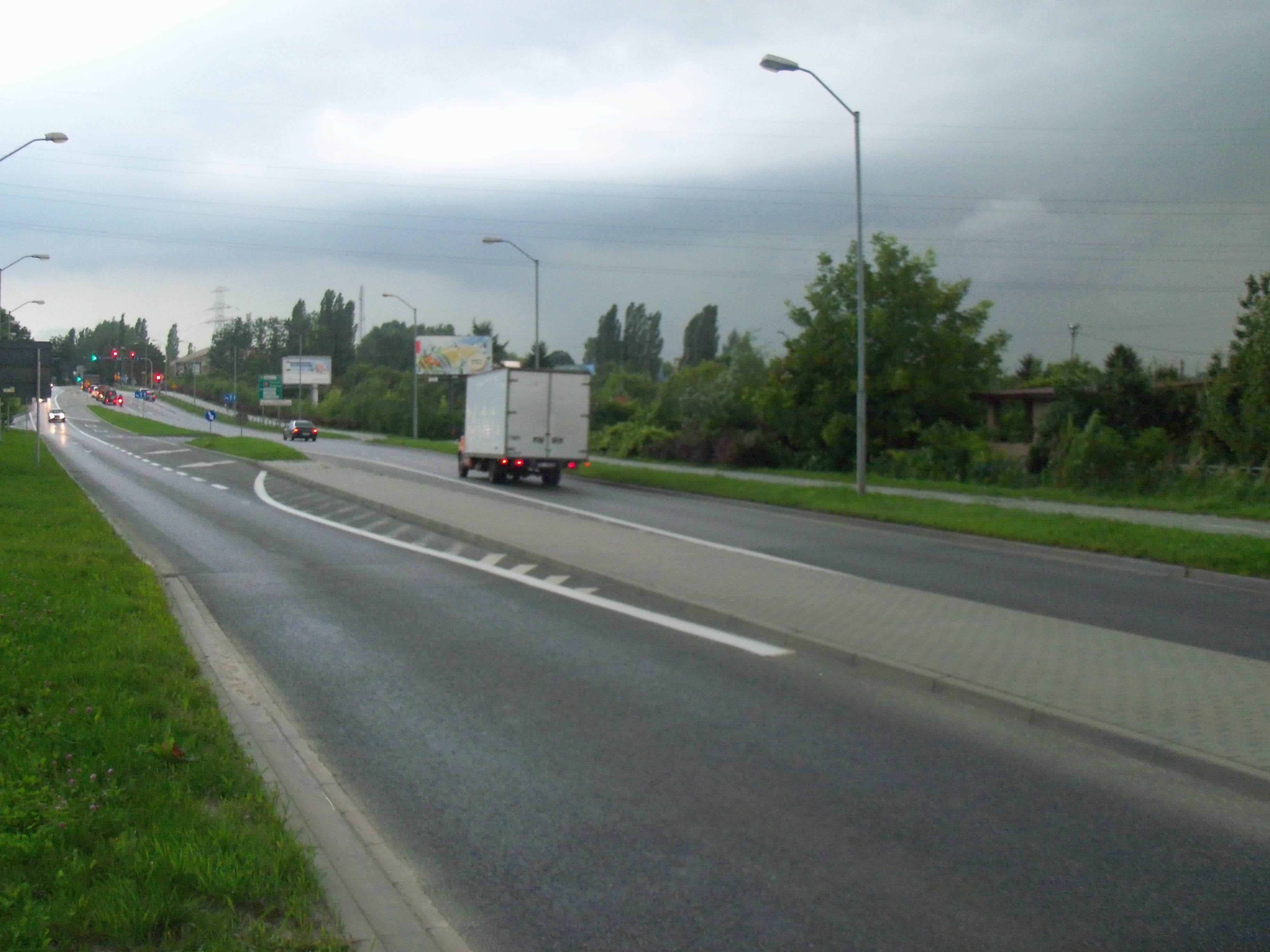
ulica Leopolda (widok w stronę Bogucic)

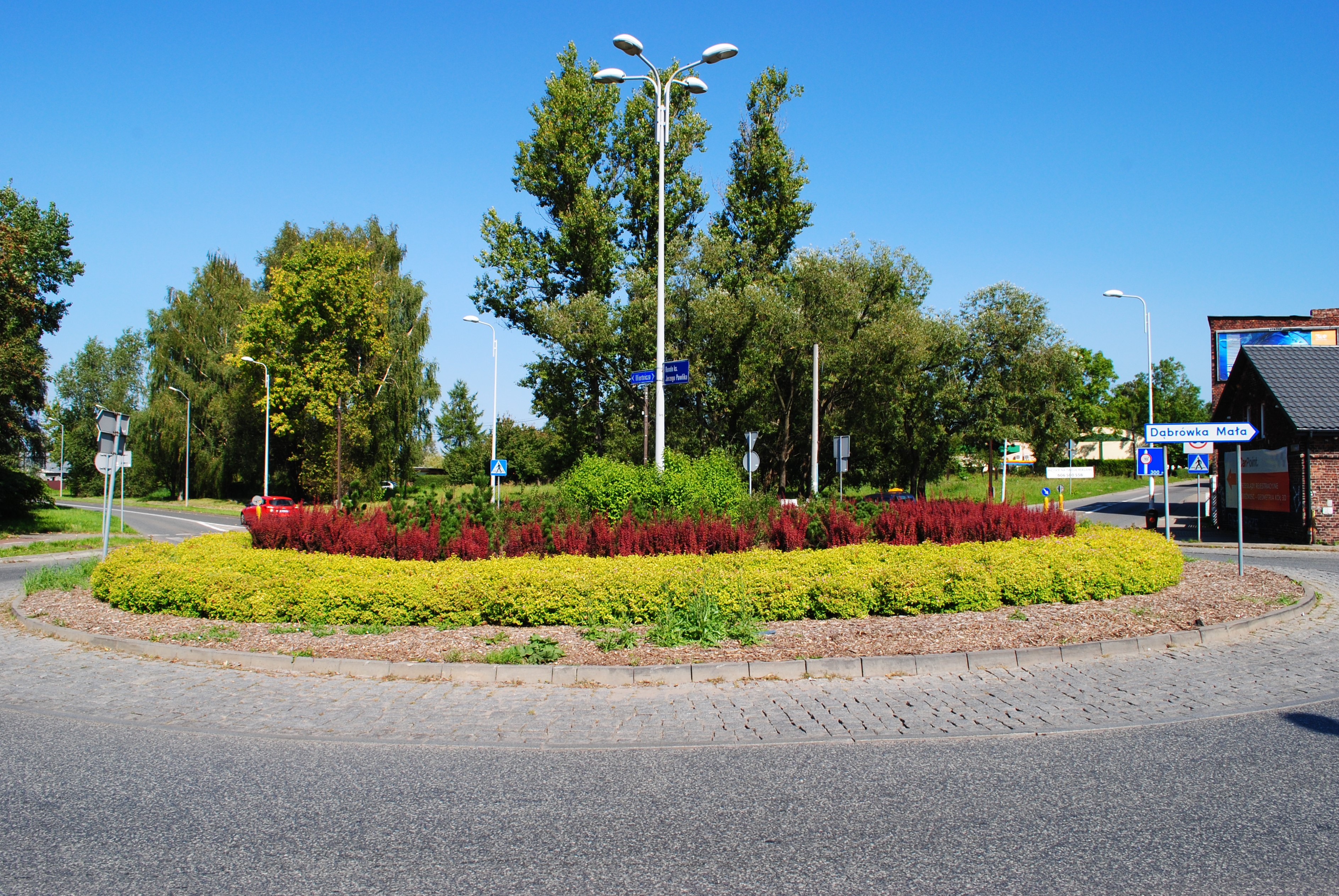
rondo księdza Jerzego Pawlika

Ulica Leopolda w Katowicach – ulica w katowickiej dzielnicy Bogucice. Rozpoczyna swój bieg przy skrzyżowaniu z ul. ks. Leopolda Markiefki, ul. Ludwika i ul. Katowicką. Następnie biegnie przez historyczną część Bogucic w kierunku wschodnim, krzyżując się z ulicą Walerego Wróblewskiego i ulicą Bohaterów Monte Cassino (prowadząca do Zawodzia). Kończy swój bieg przy rondzie księdza Jerzego Pawlika w dzielnicy Dąbrówka Mała (skrzyżowanie z ul. Budowlaną, ul. Siemianowicką i ul. Wiertniczą). Ulica nosi imię księdza Leopolda Markiefki – proboszcza bogucickiej parafii w latach 1839–1882 (do 1843 roku administratora parafii).

## Historia
Droga z Dąbrówki do Bogucic istniała już w XVIII wieku. W 1889 roku oddano przy niej do użytku klasztor i sierociniec sióstr jadwiżanek projektu Ludwiga Schneidera (przebudowany w 1931 roku). W XIX wieku w jej końcowym biegu była zlokalizowana huta „Norma”. W okresie Rzeszy Niemieckiej (do 1922 roku) i w latach niemieckiej okupacji Polski (1939–1945) ulica nosiła nazwę Leopoldstraße. W dwudziestoleciu międzywojennym pod numerem 2, w klasztorze sióstr św. Jadwigi, działało przedszkole, a pod numerem 1 – Szkoła Fundacji im. ks. Markiefki. Od 1 stycznia 1976 roku pod numerem 31 działał Ośrodek Badawczo-Rozwojowy Systemów Mechanizacji, Elektrotechniki i Automatyki Górniczej (SMEAG); w 1982 roku został włączony do Centrum Naukowo-Produkcyjne Elektrotechniki i Automatyki Górniczej EMAG. Do 2009 roku przebudowano skrzyżowanie ulic gen. Henryka Le Ronda, Budowlanej i Siemianowickiej (budowa ronda księdza Jerzego Pawlika).

## Opis
Ulica jest drogą klasy zbiorczej. Pod nią istnieje jest magistrala wodociągowa o średnicy 800 mm. Przy ulicy zlokalizowane jest nieczynne, zrekultywowane składowisko odpadów komunalnych (na granicy z Siemianowicami Śląskimi). Ulicą kursują linie autobusowe ZTM.
Przy ul. Leopolda znajdują się następujące historyczne obiekty:
- zespół Domu Dziecka oraz klasztor sióstr św. Jadwigi (Dom Prowincjonalny) przy ul. Leopolda 1–3; zespół wpisano do rejestru zabytków dnia 26 maja 1988 roku (nr rej.: A/1368/88[9]; obecnie A/1368/24[10]); wznoszony w latach 1858–1931, reprezentujący styl historyzmu z elementami neoromańskimi, neorenesansowymi oraz styl modernizmu z elementami ekspersjonizmu[11];
- zespół cmentarny z końca XVIII wieku (obecny kształt pochodzi z przełomu XIX i XX wieku) pomiędzy ul. Leopolda, ul. W. Wróblewskiego i ul. Podhalańską – cmentarz parafialny i cmentarz fraterski; wpisany do rejestru zabytków dnia 4 września 1992 roku (nr rej.: A/1496/92[9]); zespół tworzą: układ przestrzenny cmentarza, zespół budynków cmentarnych i małej architektury, ogrodzenie z bramami, zespół starodrzewu, zespół zabytkowych nagrobków[12]; najstarsza nekropolia Katowic, wzmiankowana w 1598 roku;
- neogotycka bazylika pod wezwaniem świętego Szczepana (ul. ks. Leopolda Markiefki 89[11], róg z ul. Leopolda); wpisany do rejestru zabytków dnia 26 maja 1988 roku (nr rej.: A/1365/88[9]); wzniesiony w latach 1892–1894 według projektu Pawła Jackischa, ukończony przez Müllera; kościół stoi na miejscu wcześniejszego z 1854, przed nim znajdowały się w tym miejscu inne drewniane kościółki[13];
- kamienny krucyfiks na rogu ul. ks. L. Markiefki i ul. Leopolda, wzniesiony na przełomie XIX i XX wieku[14].

Przy ulicy Leopolda swoją siedzibę mają: przedsiębiorstwa handlowo-usługowe, hurtownie, przedsiębiorstwo „Emag”, klasztor sióstr św. Jadwigi – Dom Prowincjonalny (ul. Leopolda 1–3).